# 太田和臣
太田和臣（Ōta Kazuomi，1986年7月1日—）是一名日本男子举重运动员，身高1.83米。2010年，在广州亚运会中以388千克夺得男子105公斤以上级举重第7名。他也参加了2012年伦敦奥运会，最终获得第12名。